# 遺腹子伊什特萬
遺腹子伊什特萬（匈牙利語：Utószülött István，1236年—1271年），匈牙利國王安德烈二世的幼子，母親是貝亞特麗切·埃斯特。

## 家庭
1263年，伊什特萬與威尼斯人托瑪希娜·摩洛西尼結婚，兩人的兒子即為日後的匈牙利國王安德烈三世。